# Osei Tutu Agyeman Prempeh II
Prempeh II (Otumfuo Nana Sir Osei Tutu Agyeman Prempeh II, KBE , c.  1892 - 27 de mayo de 1970), fue el 14º Asantehene , o rey de los Ashanti que reinó desde el 22 de junio de 1931 al 27 de mayo de 1970.

## Biografía
Asantehene Prempeh II de los Ashanti nació en la capital Kumasi. Tenía cuatro años cuando su tío, Prempeh I (el 13º Asantehene), su abuela materna, la reina Nana Yaa Akyaa, y otros miembros de la familia fueron capturados y exiliados a las Islas Seychelles por los británicos en 1896. Prempeh I regresó del exilio en 1924 y murió en mayo de 1931, y posteriormente Otumfuo Prempeh II fue elegido como su sucesor; sin embargo, fue elegido simplemente como Kumasihene en lugar de Asantehene. En 1935, después de arduos esfuerzos de su parte, las autoridades coloniales permitieron que Prempeh II asumiera el título de Asantehene.
En 1949, Prempeh II contribuyó decisivamente a la fundación de Prempeh College, un prestigioso internado para varones en Kumasi. También entregó una gran extensión de terreno para la construcción de la Universidad de Ciencia y Tecnología de Kwame Nkrumah (KNUST), que en 1969 le otorgó un título honorífico de Doctor en Ciencias. En octubre del mismo año fue elegido primer presidente de la Cámara Nacional de Jefes y poco tiempo después fue nombrado miembro del Consejo de Estado.